# Unterseeboot 28 (1913)
Pour les articles homonymes, voir Unterseeboot 28.
Le sous-marin allemand Unterseeboot 28 (Seiner Majestät Unterseeboot 28 ou SM U-28), de type U 27 a été construit par la Kaiserliche Werft de Danzig, et  lancé le 30 août 1913 pour une mise en service le 26 juin 1914. Il a servi pendant la Première Guerre mondiale sous pavillon de la Kaiserliche Marine.

## Caractéristiques techniques
Le U-Boot SM U-28 mesurait 64,7 mètres de long, 6,32 m de large et 7,68 m de haut. Il déplaçait 685 tonnes en surface et 878 tonnes en immersion. Le système de propulsion du sous-marin était composé d'une paire de moteurs diesel à deux temps de 8 cylindres fabriqués par Germania de 2 000 CV (1 470 kW) pour une utilisation en surface, et de deux moteurs électriques à double dynamos construits par SSW de 1 200 CV (880 kW) pour une utilisation en immersion. Les moteurs électriques étaient alimentés par un banc de deux batteries de 110 cellules. le SM U-28 pouvait naviguer à une vitesse maximale de 16,7 nœuds (30,9 km/h) en surface et de 9,8 nœuds (18,1 km/h) en immersion. La direction était contrôlée par une paire d'hydroplanes à l'avant et une autre paire à l'arrière, et un seul gouvernail.
Le SM U-28 était armé de quatre tubes torpilles de 50 centimètres (19,7 pouces), qui étaient fournis avec un total de six torpilles. Une paire de tubes était située à l'avant et l'autre à l'arrière. Il était équipée d'un canon SK L/30 de 8,8 cm (3,5 in) pour une utilisation en surface.
Le SM U-28 était manœuvré par 4 officiers et 31 membres d'équipage.

## Histoire
Le 30 juillet 1915, le SM U-28 coule le vapeur britannique Iberian. Selon le récit de l'incident par le commandant von Forstner, l'épave est restée sous l'eau pendant environ 25 secondes jusqu'à ce qu'une explosion fasse remonter une partie des débris. On dit qu'avec les débris, une créature décrite comme un "animal aquatique gigantesque" ressemblant à un crocodile a été aperçue, qui a rapidement disparu de la vue.
La question de savoir si ce monstre marin a réellement existé fait encore l'objet d'un débat. Malgré la sagesse populaire, il n'a pas été consigné dans le journal de bord du sous-marin, et la première fois qu'il a été signalé, c'était 19 ans plus tard. Le capitaine n'en avait jamais parlé auparavant. Tous les témoins présumés, à l'exception du capitaine et d'un autre, ont été tués au combat pendant la guerre. L'autre "témoin" n'en a jamais parlé, même après que l'histoire ait pris de l'ampleur.
Naufrage
La dernière patrouille du SM U-28 commence le 19 août 1917, lorsqu'il part d'Emden pour l'océan Arctique. Le 2 septembre, à 11h55, il rencontre le vapeur anglais armé Olive Branch, à 85 mille nautiques (157 km) au Nord-Nord-Est du Cap Nord, en Norvège. Le SM U-28 touche le vapeur par une torpille, et se rapproche pour terminer le navire à vapeur par des tirs d'artillerie. Les obus font exploser la cargaison de munitions de l'Olive Branch, qu'il transporte d'Angleterre à Arkhangelsk, en Russie, et l'explosion qui suit a tellement endommagé le U-Boot qu'il a coulé avec le vapeur. Les 39 membres de l'équipage sont perdus ; certains sont vus en train de nager, mais ne sont pas récupérés par les canots de sauvetage du Olive Branch.
Selon une autre description de l'événement, lorsque les munitions explosent, un camion transporté en pontée est soufflé en l'air et est tombé d'une grande hauteur sur le U-boot, le faisant couler.

## Commandants
- Kapitänleutnant (Kptlt.) Freiherr Georg-Günther von Forstner du 1er août 1914 au 14 juin 1916
- Kapitänleutnant (Kptlt.) Otto Rohrbeck du 15 juin 1916 au 4 août 1916
- Kapitänleutnant (Kptlt.)  Freiherr Degenhart von Loë du 5 août 1916 au 14 janvier 1917
- Kapitänleutnant (Kptlt.)  Georg Schmidt du 15 janvier 1917 au 2 septembre 1917

## Flottilles
- Flottille IV du 1er août 1914 au ?19 août 1915
- Flottille d'entrainement du ? au 10 mai 1917
- Flottille IV du 10 mai 1917 au 2 septembre 1917

## Patrouilles
Le SM U-28 a effectué 5 patrouilles pendant son service.

## Palmarès
Le SM U-28 a coulé 40 navires marchands pour un total de 90 128 tonneaux, endommagé 3 navires marchands pour un total de 14 976 tonneaux et capturé 2 navires marchands pour un total de 3 226 tonneaux .
| Date               | Nom du navire       | Nationalité  | Tonnage | Fait                          |
| ------------------ | ------------------- | ------------ | ------- | ----------------------------- |
| 17 mars 1915       | Leeuwarden          | Royaume-Uni  | 990     | Coulé                         |
| 18 mars 1915       | Zaanstrom           | Netherlands  | 1 657   | Capturé comme prise de guerre |
| 18 mars 1915       | Batavier V          | Pays-Bas     | 1 569   | Capturé comme prise de guerre |
| 25 mars 1915       | Medea               | Pays-Bas     | 1 235   | Coulé                         |
| 27 mars 1915       | Aguila              | Royaume-Uni  | 2 114   | Coulé                         |
| 27 mars 1915       | South Point         | Royaume-Uni  | 3 837   | Coulé                         |
| 27 mars 1915       | Vosges              | Royaume-Uni  | 1 295   | Coulé                         |
| 28 mars 1915       | Falaba              | Royaume-Uni  | 4 806   | Coulé                         |
| 29 mars 1915       | Flaminian           | Royaume-Uni  | 3 500   | Coulé                         |
| 29 mars 1915       | Theseus             | Royaume-Uni  | 6 723   | Endommagé                     |
| 30 mars 1915       | Crown of Castile    | Royaume-Uni  | 4 505   | Coulé                         |
| 30 juillet 1915    | Iberian             | Royaume-Uni  | 5 223   | Coulé                         |
| 31 juillet 1915    | Nugget              | Royaume-Uni  | 405     | Coulé                         |
| 31 juillet 1915    | Turquoise           | Royaume-Uni  | 486     | Coulé                         |
| 1er août 1915      | Benvorlich          | Royaume-Uni  | 3 381   | Coulé                         |
| 1er août 1915      | Clintonia           | Royaume-Uni  | 3 830   | Coulé                         |
| 1er août 1915      | Koophandel          | Belgique     | 1 736   | Coulé                         |
| 1er août 1915      | Ranza               | Royaume-Uni  | 2 320   | Coulé                         |
| 2 août 1915        | Portia              | Royaume-Uni  | 494     | Coulé                         |
| 3 août 1915        | Costello            | Royaume-Uni  | 1 591   | Coulé                         |
| 4 août 1915        | Midland Queen       | Canada       | 1 993   | Coulé                         |
| 26 mars 1916       | Norne               | Norvège      | 1 224   | Coulé                         |
| 28 mars 1916       | Rio Tiete           | Royaume-Uni  | 3 042   | Coulé                         |
| 30 mars 1916       | Trewyn              | Royaume-Uni  | 3 084   | Coulé                         |
| 30 mars 1916       | Saint Hubert        | France       | 232     | Coulé                         |
| 31 mars 1916       | Vigo                | Espagne      | 1 137   | Coulé                         |
| 1er avril 1916     | Bengairn            | Royaume-Uni  | 2 127   | Coulé                         |
| 29 mai 1917        | Fridtjof Nansen     | Norvège      | 2 190   | Coulé                         |
| 29 mai 1917        | Karna               | Norvège      | 210     | Coulé                         |
| 29 mai 1917        | Kodan               | Norvège      | 217     | Coulé                         |
| 3 juin 1917        | Merioneth           | Royaume-Uni  | 3 004   | Coulé                         |
| 4 juin 1917        | Algol               | Empire russe | 2 088   | Coulé                         |
| 5 juin 1917        | Alaska              | Norvège      | 90      | Coulé                         |
| 5 juin 1917        | Duen                | Norvège      | 30      | Coulé                         |
| 5 juin 1917        | Sydkap              | Norvège      | 40      | Coulé                         |
| 8 juin 1917        | Manchester Engineer | Royaume-Uni  | 4 465   | Endommagé                     |
| 8 juin 1917        | Sverre II           | Norvège      | 44      | Coulé                         |
| 10 juin 1917       | Marie Elsie         | Royaume-Uni  | 2 615   | Coulé                         |
| 10 juin 1917       | Perla               | Royaume-Uni  | 5 355   | Coulé                         |
| 28 août 1917       | Hidalgo             | Royaume-Uni  | 4 271   | Coulé                         |
| 28 août 1917       | Whitecourt          | Royaume-Uni  | 3 680   | Coulé                         |
| 28 août 1917       | Marselieza          | Empire russe | 3 56    | Coulé                         |
| 1er septembre 1917 | Dront               | Empire russe | 3 488   | Coulé                         |
| 2 septembre 1917   | Olive Branch        | Royaume-Uni  | 4 649   | Coulé                         |